# Reino Raçúlida
Os raçúlidas (em árabe: بنو رسول, translit. Banū Rasūl) foram uma dinastia muçulmana sunita que governou o Iémen de 1229 a 1454.